# Dichagyris assimilata
Dichagyris assimilata är en fjärilsart som beskrevs av Igor Kozhanchikov 1930. Dichagyris assimilata ingår i släktet Dichagyris och familjen nattflyn. Inga underarter finns listade i Catalogue of Life.